# Aspergillus nidulans
Aspergillus nidulans (também chamado Emericella nidulans na sua forma sexuada ou teleomorfo) é uma das muitas espécies de fungos filamentosos do filo Ascomycota. Tem sido um organismo importante no estudo da biologia celular dos eucariotas,
por mais de 50 anos,
sendo usado para estudar uma grande variedade de assuntos, incluindo recombinação, reparação de ADN, mutação, controlo do ciclo celular, tubulina, cromatina, nucleocinese, patogénese, e metabolismo.
É uma das poucas espécies no seu género capazes de formarem esporos por meiose, permitindo o cruzamento de estripes em laboratório. A. nidulans é um fungo homotálico, isto é, é capaz de auto-fertilização e pode formar corpos frutíferos na ausência de um parceiro de acasalamento.

## Genoma
O genoma de A. nidulans, sequenciado no Broad Institute, foi publicado em Dezembro de 2005. Tem 30 milhões de pares de bases e prevê-se que contenha cerca de 9 500 genes codificantes de proteínas, em oito cromossomas.
Recentemente, várias proteases semelhantes à caspase foram isoladas a partir de amostras de A. nidulans nas quais havia sido induzida apoptose. Descobertas como esta, têm um papel fundamental no estudo da conservação das mitocôndrias nas células eucariotas, e do seu papel como proteobactérias antigas capazes de induzir a morte celular.